# Micăuți
Micăuți è un comune della Moldavia situato nel distretto di Strășeni di 2.946 abitanti al censimento del 2004.

## Località
Il comune è formato dall'insieme delle seguenti località (popolazione 2004):
- Micăuți (2.627 abitanti)
- Gornoe (319 abitanti)